# Leptotrichum leptocarpum
Leptotrichum leptocarpum là một loài rêu trong họ Ditrichaceae. Loài này được Schimp. ex Besch mô tả khoa học đầu tiên năm 1872.